# 胡克斯·道斯
喬治·奧古斯特·「胡克斯」·道斯（英語：George August "Hooks" Dauss，1889年9月22日—1963年7月27日），為前美國職棒大聯盟的投手。生涯皆效力於底特律老虎。由於曲球的被打擊率相當低，因此讓他獲得「鉤子」的外號。他生涯共拿下223勝，至今仍是老虎隊史勝投紀錄保持人。

## 職業生涯

### 底特律老虎
1912年，生涯邁入末期的Deacon McGuire轉任球探，並發掘了道斯。後來道斯在1912年9月28日登上大聯盟，並投出4安打的完投勝，但也投出8次四壞球和3次觸身球。該年他拿下1勝1敗，防禦率3.18。
1913年2月，道斯與老虎簽約，並加入球隊的先發輪值。這年他拿下13勝12敗，防禦率2.48。1914年，道斯拿下19勝15敗，防禦率2.86。但他的自責分98分與投出18顆觸身球也都是聯盟之最。8月24日，他和參議員的投手合計投出7次觸身球，寫下單一比賽的紀錄。
1915年，老虎拿下100勝54敗，但仍無緣晉級世界大賽。這年道斯拿下24勝13敗，防禦率2.50。而他的Range factor(平均每9局製造的出局數)為4.30。5月29日，道斯與女友Ollie Speake完婚，但他怕被其他人知道後會影響到比賽表現，所以他在下午出賽後才正式宣布這項消息。
1916年，道斯的防禦率上升到3.21。不過他依舊拿下19勝12敗，只是他投出16次觸身球一樣是聯盟第一。1917年，道斯在春訓表現不佳，快速球的威力不如以往。但他在這年還是拿下17勝，防禦率僅2.43。1918年，道斯僅拿下12勝16敗，這年老虎隊也只拿下55勝71敗。
1919年，道斯觸底反彈，拿下21勝9敗，但老虎隊還是只拿下71勝82敗，排名美聯第6。1925年9月10日，道斯拿下生涯第210勝，超越George Mullin成為老虎隊史勝投王。

## 生涯投球成績
| 勝投 | 敗投 | 防禦率 | 出賽場次 | 先發 | 完投 | 完封 | 投球局數 | 安打 | 失分 | 自責分 | 全壘打 | 保送 | 三振 | 暴投 | 觸身球 |
| ---- | ---- | ------ | -------- | ---- | ---- | ---- | -------- | ---- | ---- | ------ | ------ | ---- | ---- | ---- | ------ |
| 223  | 182  | 3.30   | 538      | 388  | 245  | 22   | 3390.2   | 3407 | 1594 | 1245   | 87     | 1067 | 1201 | 48   | 121    |

## 晚年
道斯在1915年結婚，他從1945年起都定居在密蘇里州的芬頓。1963年，道斯因病於密蘇里州醫院去世，享年73歲。

## 外部連結
- 球員資訊和成績在MLB，ESPN，Baseball-Reference，Fangraphs（英文）